# کوریای سفید
کوریا سفید (نام علمی: Correa alba) گونه‌ای گیاه بوته‌ای شکل است که از خانواده سدابیان است. این گیاه در استرالیا می‌روید و تا ارتفاع یک و نیم متر رشد می‌کند.